# Mantelconvectie

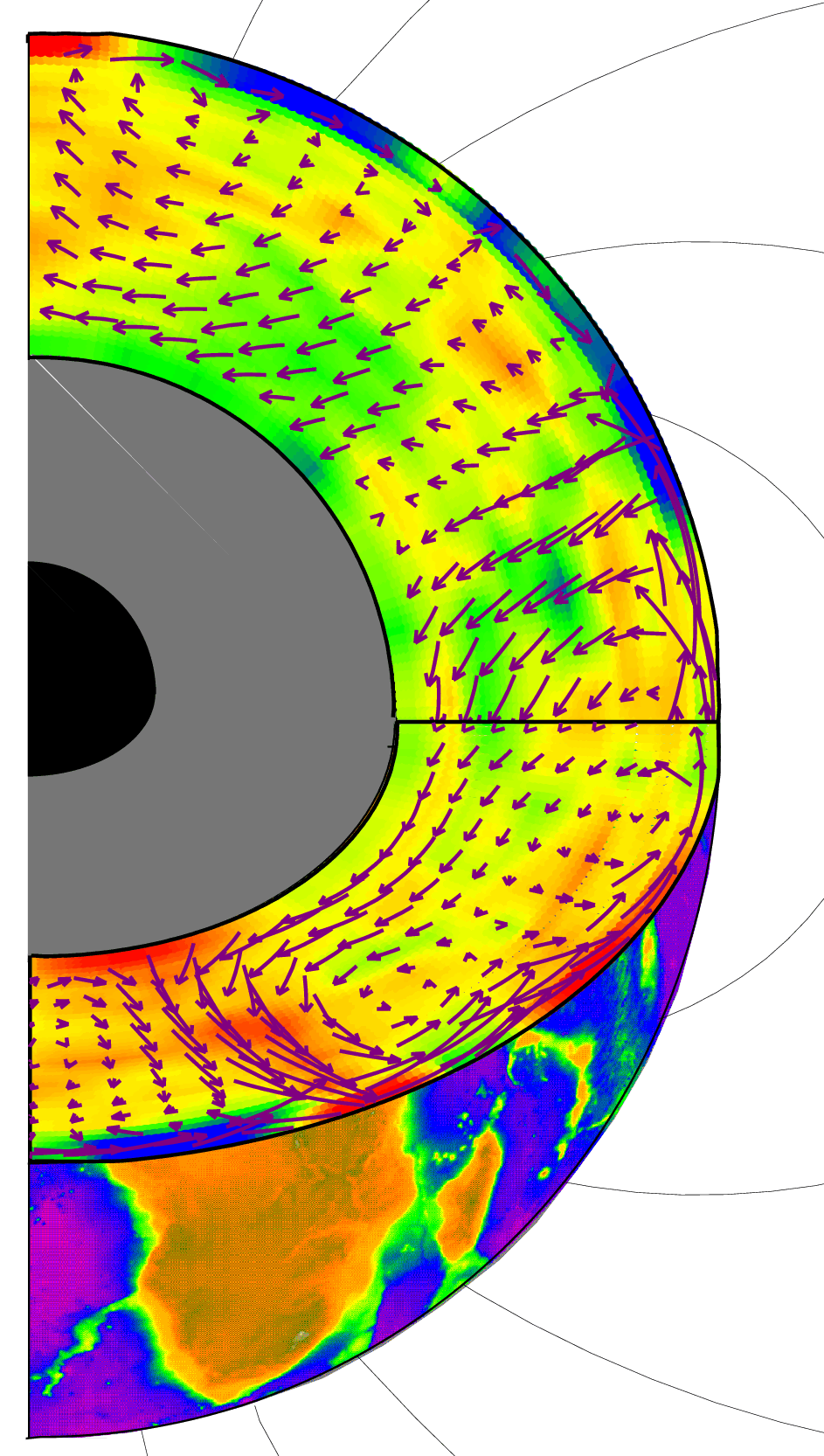
Mantelconvectie zichtbaar gemaakt met behulp van seismische tomografie. Blauwe gebieden stellen relatief koude, rode gebieden relatief warme zones voor. De pijlen geven de relatieve snelheden van de convectiestroming weer.

Mantelconvectie is convectiestroming in vast gesteente in de aardmantel. Convectie treedt in de Aarde op twee plaatsen op: in de aardmantel en in de buitenkern. Lang werd aangenomen dat convectiestromingen het belangrijkste aandrijvende mechanisme was voor plaattektoniek maar dit is achterhaald. Sinds 2014 staat vast dat plaattektoniek zeker voor 90% veroorzaakt wordt door een combinatie van ridge push en slab pull. Er wordt sindsdien dan ook wel gesproken van passieve convectie. 

## Principe
Mantelconvectie vindt plaats op lange ("geologische") tijdschalen. Typische stroomsnelheden zijn enkele millimeters tot enkele centimeters per jaar. Het is in de mantel de belangrijkste wijze waarop de Aarde haar interne warmte verliest. Mantelgesteente staat bloot aan een naar boven gerichte warmtestroom vanuit de aardkern. Mantelgesteente gaat zich onder de hogere druk en vooral hogere temperaturen plastisch gedragen: de astenosfeer. In de astenosfeer kan, in tegenstelling tot de lithosfeer, stroming van vast gesteente plaatsvinden. De grens tussen lithosfeer en astenosfeer is dan ook thermisch bepaald op ongeveer 1300 graden, bij die temperatuur verliest olivijn, het hoofdbestanddeel van de mantel, volledig zijn sterkte.

### Mantelconvectie en plaattektoniek
Van bovenaf wordt mantelconvectie extra aangedreven door plaattektoniek. Platen die de mantel in subduceren in subductiezones vormen een koude anomalie in de mantel. Omdat koude oceanische lithosfeer een hogere dichtheid heeft, zal dit naar beneden blijven zakken tot het een kleinere dichtheid heeft dan omringend materiaal. Op 410 en 660km zijn er al belangrijke overgangen in de mantel waar de dichtheid toeneemt door hogere druk. Dieper subduceren wordt lastig. Met behulp van seismische tomografie is gesubduceerde lithosfeer in veel gevallen tot diep in de mantel te volgen.
Bovendien koelt onder de korst doorstromend mantelmateriaal door afgifte van warmte aan de lithosfeer af, waardoor het zwaarder wordt en weer de diepere mantel in kan zinken.
De omhoogkomende warme stroming veroorzaakt variaties in de warmtestroom (geothermische energie) in de lithosfeer.
Zo gezien kan de lithosfeer met zijn tektonische platen en daarin meedrijvende continenten als een deel van het convecterende systeem beschouwd worden.

### Energiebron
Mantelconvectie is een mechanisme van warmtestroming, waarbij warmte uit het hete binnenste van de Aarde naar het aardoppervlak getransporteerd wordt. De temperatuur in de binnenkern van de Aarde ligt boven de 5000 °C. Op de kern-mantelgrens is dit nog 3000 °C. Er zijn meerdere bronnen van deze warmte:
- De in het begin van de geschiedenis van de Aarde ontstane warmte. Deze kwam vrij als gevolg van gravitationele compressie toen de Aarde ontstond, door de energie van inslaande planetoïden en meteorieten, het vrijkomen van potentiële energie door differentiatie binnenin de Aarde (vooral bij het ontstaan van de aardkern) en kristalliseren en het verval van kortlevende radioactieve isotopen.
- Uit het tegenwoordig nog steeds voortdurende verval van langlevende radioactieve isotopen (bijvoorbeeld uranium-235 en -238, thorium en kalium-40) in de mantel en de continentale korst. De warmtestroom door de mantel komt dus niet alleen van onderen (zoals in klassieke Rayleigh-Bernardconvectie) maar wordt ook binnenin de mantel zelf aangevuld.

In totaal geeft de Aarde door mantelconvectie per tijdseenheid een energie van 3,5×1013 watt af.

### Mechanisme
Mantelconvectie is een vorm van thermische convectie: in een viskeus fluïdum, dat van onderen (en van binnenuit) verhit en van boven afgekoeld ontstaan dichtheidsverschillen die voor verticale stroming van materiaal zorgen. Door het plastische en viskeuze gedrag (de viscositeit in de mantel ligt tussen de 1021 en 1023 Pa×s) van gesteente bij drukken en temperaturen die in de mantel heersen kan de mantel als een fluïdum beschouwd worden. Door de dichtheidsverschillen ontstaan opwaartse krachten, die worden tegengewerkt door de viskeuze krachten van het materiaal. Ook conductie in het materiaal werkt tegen de convectiestroom, omdat hiermee het warmteverschil wordt uitgevlakt. Een maat voor de mate van convectie waarin al deze factoren worden meegewogen wordt gegeven door het getal van Rayleigh.
Daarbij zijn enorme massa's in beweging: de mantel bevat twee derde van de totale massa van de Aarde.

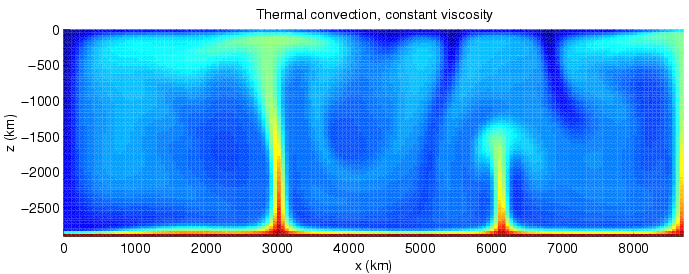
Voorbeeld van een model voor mantelconvectie. Rode kleuren stellen warmere opstijgende zones voor, blauwe koudere dalende gebieden.

## Bestudering van mantelconvectie
Elke thermische convectie kan onderzocht worden door modellering, waarbij men aannames doet over de massa- en temperatuurverdeling in het fluïdum en de wiskundige vergelijkingen oplost. De afbeelding rechts toont een model van een rechte horizontale laag met een Rayleighgetal van 106 en constante viscositeit die van onderen verwarmd wordt. In het model blijkt de onderste laag duidelijk warmer te worden (rode kleur), paddenstoelvormige warme stromingen schieten omhoog (diapirisme). Tegelijkertijd stromen vanaf de koude bovenkant druppelvormige structuren naar beneden.
Naast directe waarnemingen van plaatbewegingen aan het aardoppervlak kan ook door seismologie in de mantel "gekeken" worden. Warme delen van de mantel hebben iets kleinere seismische snelheden dan koudere, zodat de temperatuursverschillen in de mantel driedimensionaal in kaart gebracht kunnen worden. Dit wordt gedaan met behulp van seismische tomografie. Onder IJsland ziet men zo bijvoorbeeld een warme opwaartse stroming, onder Japan een koude neerwaartse. Uit de tomografische modellen volgen dichtheidsverdelingen, die gebruikt kunnen worden om het vectorveld van de stroming in de mantel te berekenen. Het plaatje bovenaan dit artikel laat zo'n tomografisch model met een vectorveld zien.
Een andere methode waarmee mantelstromingen kunnen worden bestudeerd is de gravimetrie, het bestuderen van het zwaartekrachtsveld van de Aarde. Dichtheidsverschillen in de mantel leiden namelijk tot zeer kleine verschillen in de zwaartekracht. In het westelijke gedeelte van de Grote Oceaan is de zwaartekracht bijvoorbeeld iets sterker, omdat zich daar een lange subductiezone bevindt waarlangs koud en dichter materiaal de mantel in zinkt.

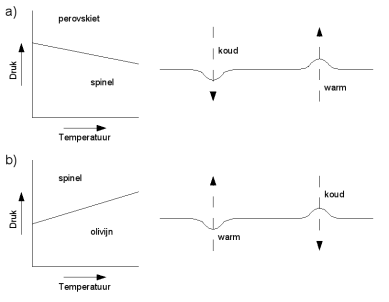
a) De spinel-perovskiet-overgang vindt plaats bij een lagere druk (dus een geringere diepte) voor een hogere temperatuur, waardoor de overgang naar boven wordt gedeflecteerd voor warm, stijgend materiaal, en naar beneden voor koud, zinkend materiaal. Hierdoor wordt het materiaal afgeremd of zelfs tegengehouden. b) De olivijn-spinel-overgang werkt in tegengestelde richting, waardoor materiaal juist versneld kan worden.

## Convectie en faseovergangen
Het in principe simpele patroon van opstijgend warm materiaal en zinkend koud materiaal wordt in nog niet duidelijk vaststaande mate verstoord door faseovergangen in de aardmantel. De belangrijkste bevindt zich op een diepte van ongeveer 660 kilometer. Deze overgang vormt de scheiding tussen de boven- en ondermantel. Hier gaat de kristalstructuur van het mineraal olivijn, de hoofdcompoment van mantelgesteente, over van de spinel- naar de perovskietstructuur (in neerwaartse richting). Doordat de atomen in deze laatste structuur dichter op elkaar gepakt zijn krijgt het mineraal, en dus het mantelgesteente, hier een hogere dichtheid.
De druk waarbij dit gebeurt hangt af van de temperatuur: bij hogere temperaturen is een lagere druk nodig voor de overgang. Voor een warme opstijgende mantelpluim heeft dit tot gevolg dat de faseovergang in de pluim minder diep ligt dan in het mantelgesteente eromheen, waardoor het door de hogere temperatuur veroorzaakte dichtheidsverschil tussen de pluim en de mantel verminderd wordt of zelfs tenietgedaan kan worden. Op deze manier kan een opstijgende mantelpluim afgeremd of zelfs tegengehouden worden. In de omgekeerde richting treedt een vergelijkbaar effect op, waardoor subducerende platen soms over afstanden van duizenden kilometers op de fase-overgang blijven "liggen" alvorens dieper de mantel in te zinken. Tot de opkomst van seismische tomografie, waarmee we als het ware in de Aarde kunnen kijken, woedde er een hevige discussie over de vraag of de perovskiet-fase-overgang überhaupt materiaal door liet gaan, of dat er sprake was van volledig onafhankelijke convectie in de boven- en ondermantel. Inmiddels is dus gebleken dat de waarheid waarschijnlijk in het midden ligt.
Rond 410 kilometer diepte ligt een andere belangrijke fase-overgang. Hier gaat olivijn over in de spinel-structuur. Deze overgang vindt juist bij een grotere druk plaats voor hogere temperaturen, waardoor mantelpluimen en zinkende platen versneld in plaats van tegengehouden kunnen worden. De regio tussen de twee genoemde fase-overgangen wordt de manteltransitiezone genoemd.
Soms wordt gedacht dat in de vroege geschiedenis van de Aarde de warmtestroom groter en de convectie daarom heftiger was dan tegenwoordig. Zo'n heftigere convectie kan mogelijk gescheiden in de onder- en bovenmantel zijn verlopen, terwijl we ons tegenwoordig in een overgangsfase naar een systeem waarbij de hele mantel in zijn geheel convecteert bevinden.